# Cubophis
Cubophis är ett släkte ormar i familjen snokar. Arterna infogades tidigare i släktet Alsophis. Släktet tillhör underfamiljen Dipsadinae som ibland listas som familj.
Vuxna exemplar är med en längd av 150 cm eller lite längre medelstora till stora ormar. De förekommer i Kuba och på andra öar i Västindien. Individerna hittas ofta på skogarnas gläntar, på jordbruksmark och i trädodlingar. De jagar främst ödlor som kanske kompletteras med små däggdjur. Honor lägger ägg.
Arter enligt The Reptile Database:
- Cubophis brooksi
- Cubophis cantherigerus
- Cubophis caymanus
- Cubophis fuscicauda
- Cubophis ruttyi
- Cubophis vudii